# Le fontane di Roma
Fontane di Roma è un poema sinfonico di Ottorino Respighi, composto nel 1916.
Fa parte della "Trilogia romana" assieme a Feste romane e I pini di Roma.
"Le figurazioni mitologiche della monumentale fontana del Salvi hanno ispirato al Respighi l'idea di un sonoro e pomposo trionfo di Nettuno circondato da altre divinità marine" - così scriveva Gino Roncaglia nel suo libro Invito alla musica.

## Caratteristiche
Ciascuno dei quattro movimenti è dedicato a una fontana di Roma durante un differente momento del giorno. Inizialmente rifiutata dai critici alla prima esecuzione, questo lavoro successivamente è diventato uno degli esempi più eminenti di poema sinfonico. La prima esecuzione infatti, avvenuta a Roma presso il Teatro Augusteo, l'11 marzo 1917, diretta da Antonio Guarnieri, non fu accolta da grande successo. La consacrazione avvenne invece a Milano l'anno seguente, quando venne eseguita sotto la direzione di Arturo Toscanini.

## Descrizione
- Il primo movimento, "La fontana di Valle Giulia all'alba", mostra questa fontana all'alba in un paesaggio pastorale, in cui il bestiame passa durante la mattinata.
- Nel secondo movimento - chiamato "La fontana del Tritone al mattino" - mostra le Naiadi e i Tritoni che danzano alla luce del mattino, come figure della fontana di Bernini qui rappresentata. Dei e dee che suonano conchiglie sono rappresentati dal corno.
- Il terzo movimento introduce "La fontana di Trevi al meriggio" ed è introdotto da un trionfo che dà notizie di una recente vittoria dal dio Nettuno.
- Il movimento finale, "La fontana di Villa Medici al tramonto" dà un'atmosfera molto più melanconica, poiché la luminosità del sole si sbiadisce.

## Movimenti
1. La fontana di Valle Giulia all'alba (Andante mosso)
2. La fontana del Tritone al mattino (Vivo, Un poco meno allegretto, Più vivo gaiamente)
3. La fontana di Trevi al meriggio (Allegro moderato, Allegro vivace, Più vivace, Largamente, Calmo)
4. La fontana di Villa Medici al tramonto (Andante, Meno mosso, Andante come prima)

## Strumentazione
Fiati: ottavino, 2 flauti, 2 oboi, corno inglese, 2 clarinetti, Clarinetto basso, 2 fagottti
Ottoni: 4 corni, 3 trombe, 3 tromboni, tuba
Percussioni: timpani, piatti, triangolo, campana, glockenspiel
Tastiere: 2 arpe, organo, pianoforte, celesta
Archi: violini, viole, violoncelli, contrabbassi